# Орех (ядка)
Вижте пояснителната страница за други значения на Орех.
 Тази статия е за плода на дървото Орех.  За вида плодове вижте Орех (плод).  За други значения вижте Орех (пояснение).
Орехите са плодове на дървото орех (на латински: Júglans régia – обикновен орех) от семейство Орехови. Плодовете на други видове от рода Орех (на латински: Júglans) се наричат също орехи, но на практика по-рядко в търговията.
Плодовете на ореха се използват за директна консумация. Маслото им се използва за храна и като суровина в хранително-вкусовата промишленост.

## Хранителна стойност
Плодовете на ореха са богати на мазнини, белтъчини, витамини (B6 и B9) и минерали – манган, мед, желязо, фосфор и др.

## Лечебни свойства
Ореховите ядки са много калорични, но това в никакъв случай не значи, че трябва да се избягват от хора с наднормено тегло – суровите ядки на ореха съдържат моно- и полиненаситени масни киселини, които са много полезни при подходящо хранене и помагат в борбата с вредния холестерол (като те самите не съдържат такъв) и са идеални при необходимост от енергия за възстановяване след дълго боледуване, стрес и умствена преумора. Орехите подсилват организма и се препоръчват при болни от анемия и туберкулоза. Пресните или сушени орехи често дразнят лигавицата на устата и езика, но печените нямат тези признаци. Въпреки това, желателно е да се избягват не само печени орехи, но и други термично обработени ядки, защото изпичането им води до нарушаване на въглеродните (С) връзки в ненаситените им мастни киселини, като ги прави наситени (в пъти по-вредни за здравето, за разлика от полезните ненаситени киселини).